# Прауърс
Окръг Прауърс (на английски: Prowers County) е окръг в щата Колорадо, Съединени американски щати. Площта му е 4258 km², а населението - 12 070 души (2017). Административен център е град Ламар.

## Градове
- Холи